# Catgirl

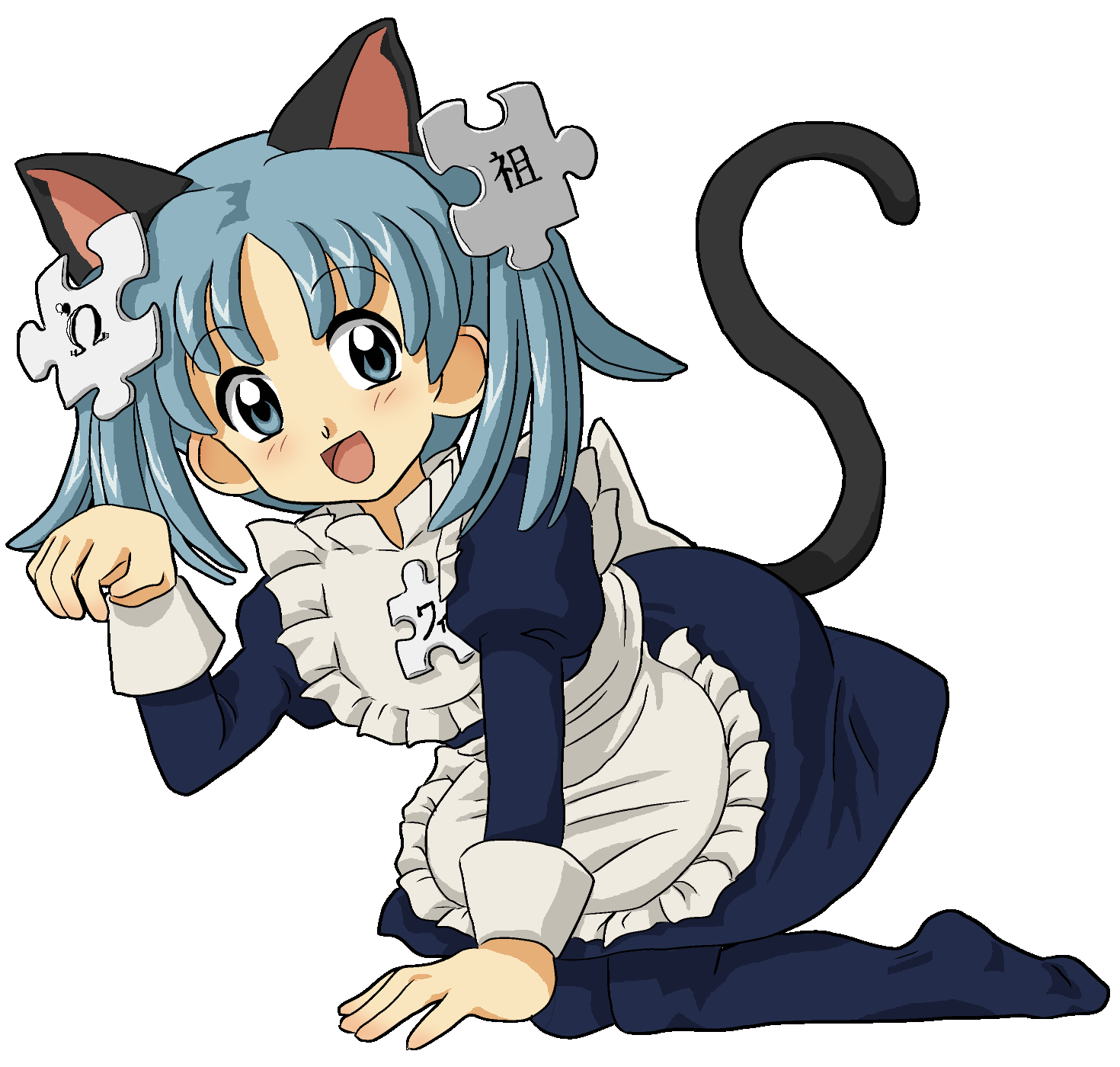
Wikipe-tan als catgirl.

Een catgirl (kattenmeisje) is een personage in anime, manga, computerspellen en cosplay. Het is een tussenvorm tussen een menselijk vrouwspersoon en een kat. Een kattenmeisje heeft kattenoren, een kattenstaart en/of andere katteneigenschappen zoals verticale pupillen, maar verder een menselijk lichaam. Westerse kattenmeisjes hebben een meer dierlijk voorkomen dan Japanse en hebben vaak een kattenvacht en duidelijker klauwen.
In Japan worden kattenmeisjes meestal nekomimi (猫耳), letterlijk kattenoren, of simpelweg neko genoemd in plaats van de letterlijke vertaling nekomusume (猫娘). Andere dierlijke vormen komen ook voor, waaronder konijnenmeisjes, vossenmeisjes en, minder vaak, hondenmeisjes; deze worden kemonomimi genoemd.